# Indiana (contea di Allegheny, Pennsylvania)
Indiana  è una township degli Stati Uniti d'America, nella contea di Allegheny nello Stato della Pennsylvania. Secondo il censimento del 2000 la popolazione è di 6.809 abitanti.

## Società

### Evoluzione demografica
La composizione etnica vede una prevalenza della razza bianca (95,67%) seguita da quella asiatica (2,16%), dati del 2000.
| township di Indiana Popolazione |       |
| 2000                            | 6.809 |
| Stima al 01-07-07               | 6.997 |